# 迪爾克里克鎮區 (愛荷華州米爾斯縣)
迪爾克里克鎮區（英語：Deer Creek Township）是位於美國愛荷華州米爾斯縣的一個行政鎮區。

## 地方資料
根據2010年美國人口普查的數據，迪爾克里克鎮區的面積為91.93平方千米，當中陸地面積為91.93平方千米，而水域面積為0.00平方千米。當地共有人口182人，而人口密度為每平方千米1.98人。